# Orazio Pierozzi
Orazio Pierozzi (San Casciano in Val di Pesa, 1884. december 8. – Trieszt, 1919. március 18.) hadnagy, olasz ászpilóta.
Az első világháború alatt mint hidroplánpilóta szolgált az  Olasz Légierőben (Regia Aeronutica) és igen eredményesen, 7 igazolt és 1 igazolatlan légi győzelem megszerzésével fejezte be a háborút.

## Élete
Pierozzi 1884-ben született Olaszországban.

### Első világháborús szolgálata
Pierozzi katonai kiképzéséről, és szolgálatának kezdetéről nem sok forrás marad fenn. Csupán első légi győzelmének megszerzése után írnak katonai pályafutásáról. Első légi győzelmét 1917. májusában szerezte meg, azonban nem tudta igazolni. Következő ellenfelét június 7-én kényszerítette földre, ezután pedig áthelyezték a Staz Brindisi nevezetű repülőszázadból a 260a-ba.
Áthelyezése után hosszú ideig, egy évig nem hallani róla. 1918 májusában azonban újra szerzett egy légi győzelmet, 2 hétre rá pedig még hármat, egyiket pedig Federico Martinengo-val megosztva. Ezzel érte el az ászpilóta minősítést, amit az 5 illetve annál több légi győzelmet szerzett pilótákra mondanak. A háborúban még további két légi győzelmet szerzett május 22-én és július 2-án egy Phönix D.I, és egy K-boat típusú repülőgép ellenében.

### Légi győzelmei
| Sorszám     | Dátum           | Egység        | Ellenfél              | Helyszín |
| ----------- | --------------- | ------------- | --------------------- | -------- |
| Igazolatlan | 1917. május 15. | Staz Brindisi | K-boat                | ?        |
| 1           | 1917. június 7. | Staz Brindisi | K-boat                | Brindisi |
| 2           | 1918. május 1.  | 260ª          | Hansa-Brandenbrug W18 | Grado    |
| 3           | 1918. május 14. | 260ª          | Hansa-Brandenbrug W18 | Pola     |
| 4           | 1918. május 14. | 260ª          | Hansa-Brandenbrug W18 | Pola     |
| 5           | 1918. május 14. | 260ª          | -                     | Pola     |
| 6           | 1918. május 22. | 260ª          | Phönix D.I            | Rovigno  |
| 7           | 1918. július 2. | 260ª          | K-boat                | Caorle   |